# Kari Wærness
Kari Wærness (født 1939 i Leknes) er en norsk tidligere professor  i sociologi ved Universitetet i Bergen. Hun er nu pensionist.
Wærness blev i 1963 cand.mag. med realfag fra Bergen Universitet. Efter at have arbejdet på gymnasiet i Mosjøen fra 1963 til 1969 fortsatte hun sin uddannelse og tog i 1972 hovedfag i sociologi (cand.polit.) med specialeopgaven Verdikonflikter ved realisering av sosiale hjelpetiltak for enslig mødre.

## Ekstern henvisning
Kari Wærness på Store Norske Leksikon